# چندبلور

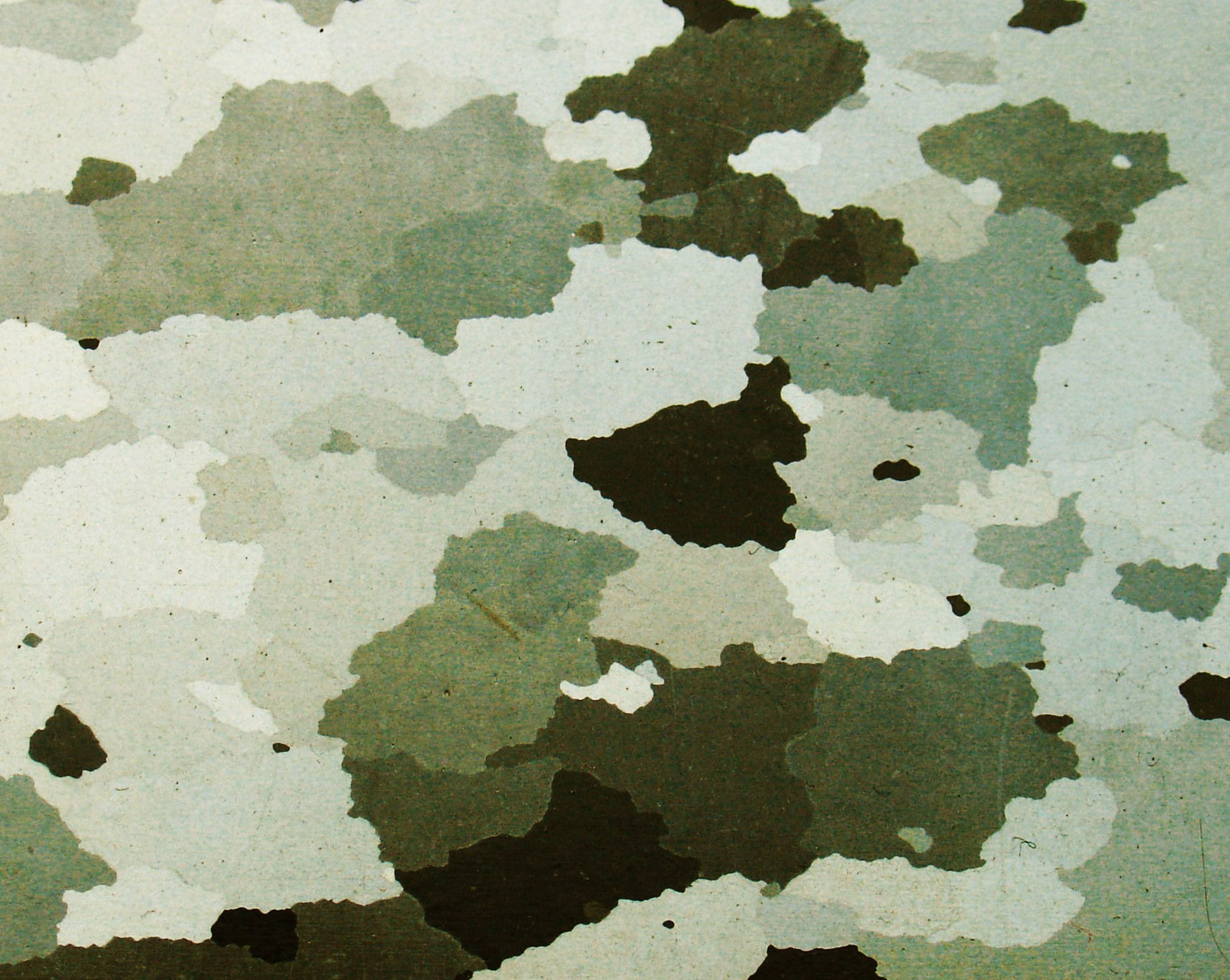
تصویر از ساختار چندبلورین فولاد.

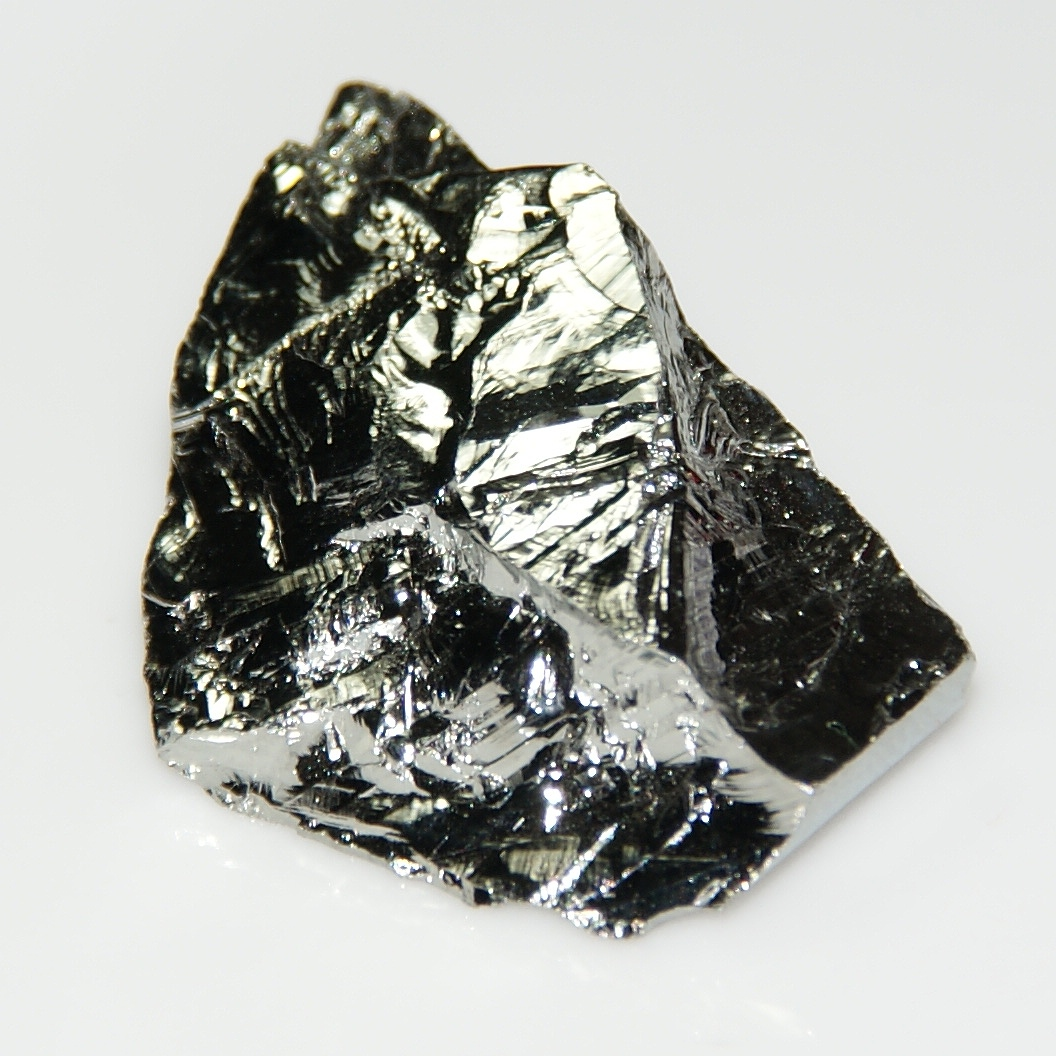
بس‌بلور ژرمانیوم

درجات مختلف ساختارهای مرتب‌شده: یک بلور تک‌بلورین، ساختار چندبلورین و جامد اَریخت یا نابلورین

پُلی‌کریستال (به انگلیسی: Polycrystal) یا بس‌بلور یا چندبلور به ماده‌ای گفته می‌شود که از تعداد زیادی بلور ریز (به نام دانه) تشکیل شده است. در هر یک از این دانه‌ها، اتم‌ها به صورت منظم و تکرارشونده در یک شبکه بلوری قرار گرفته‌اند. اما جهت‌های بلوری این دانه‌ها نسبت به یکدیگر می‌توانند متفاوت باشند.

### انواع بس‌بلور
بس‌بلورها را می‌توان بر اساس اندازه دانه‌ها به دو دسته تقسیم کرد:

#### بس‌بلور همگن:
- بس‌بلور همگن، بس‌بلوری است که اندازه دانه‌های آن تقریباً یکسان است. این نوع بس‌بلورها معمولاً خواصی یکنواخت‌تر نسبت به بس‌بلورهای ناهمگن دارند. به عنوان مثال، بس‌بلورهای همگن با اندازه دانه‌های کوچک معمولاً استحکام و سختی بالایی دارند.[۳]

#### بس‌بلور ناهمگن:
- بس‌بلور ناهمگن، بس‌بلوری است که اندازه دانه‌های آن متفاوت است. این نوع بس‌بلورها معمولاً خواصی متنوع‌تر نسبت به بس‌بلورهای همگن دارند. به عنوان مثال، بس‌بلورهای ناهمگن با اندازه دانه‌های متوسط یا بزرگ معمولاً مقاومت در برابر ضربه یا سایش بالایی دارند.

##### تفاوت‌های کلیدی بین بس‌بلور همگن و ناهمگن
- اندازه دانه‌ها: اندازه دانه‌ها در بس‌بلور همگن تقریباً یکسان است، اما در بس‌بلور ناهمگن متفاوت است.
- خواص: بس‌بلورهای همگن معمولاً خواصی یکنواخت‌تر نسبت به بس‌بلورهای ناهمگن دارند.
- کاربردها: بس‌بلورهای همگن معمولاً برای تولید قطعات با استحکام و سختی بالا استفاده می‌شوند، اما بس‌بلورهای ناهمگن برای تولید قطعات با مقاومت در برابر ضربه یا سایش بالا استفاده می‌شوند.

#### بس‌بلور با جهت‌گیری تصادفی:
- در این نوع بس‌بلور، جهت‌گیری دانه‌ها نسبت به یکدیگر تصادفی است.

#### بس‌بلور با جهت‌گیری ترجیحی:
- در این نوع بس‌بلور، جهت‌گیری دانه‌ها نسبت به یکدیگر یکسان یا مشابه است.

### خواص بس‌بلورها
خواص بس‌بلورها به عوامل مختلفی مانند اندازه دانه‌ها، جهت‌گیری دانه‌ها و ترکیب شیمیایی ماده بستگی دارد.
از جمله خواص بس‌بلورها می‌توان به موارد زیر اشاره کرد:
- سختی: سختی بس‌بلورها به طور کلی کمتر از تک‌بلورها است. این به دلیل وجود مرزهای دانه‌ای بین دانه‌های مختلف است. مرزهای دانه‌ای نقاط ضعفی در ساختار بس‌بلورها هستند که باعث کاهش سختی می‌شوند.
- مدول کِشسانی: مدول کشسانی بس‌بلورها به طور کلی بیشتر از تک‌بلورها است. این به دلیل وجود پیوندهای قوی بین دانه‌های مختلف است. پیوندهای قوی بین دانه‌ها باعث افزایش مقاومت بس‌بلورها در برابر تغییر شکل می‌شوند.
- رِسانش گرمایی: رسانش گرمایی بس‌بلورها به طور کلی کمتر از تک‌بلورها است. این به دلیل وجود مرزهای دانه‌ای بین دانه‌های مختلف است. مرزهای دانه‌ای باعث کاهش انتقال حرارت بین دانه‌های مختلف می‌شوند.
- هدایت الکتریکی: هدایت الکتریکی بس‌بلورها به طور کلی کمتر از تک‌بلورها است. این به دلیل وجود مرزهای دانه‌ای بین دانه‌های مختلف است. مرزهای دانه‌ای باعث کاهش حرکت الکترون‌ها بین دانه‌های مختلف می‌شوند.[۲]

### کاربردهای بس‌بلورها
بس‌بلورها کاربردهای فراوانی در صنایع مختلف دارند. از جمله کاربردهای بس‌بلورها می‌توان به موارد زیر اشاره کرد:
- تولید قطعات فلزی: از بس‌بلورها برای تولید قطعات فلزی مانند پیچ، مهره، میخ و غیره استفاده می‌شود. بس‌بلورها نسبت به تک‌بلورها استحکام بیشتری دارند و در برابر سایش مقاومت بیشتری دارند.
- تولید قطعات سرامیکی: از بس‌بلورها برای تولید قطعات سرامیکی مانند ظروف آشپزخانه، قطعات الکتریکی و غیره استفاده می‌شود. بس‌بلورها نسبت به تک‌بلورها مقاومت بیشتری در برابر شکست دارند.
- تولید قطعات پلیمری: از بس‌بلورها برای تولید قطعات پلیمری مانند پلاستیک‌های مهندسی و غیره استفاده می‌شود. بس‌بلورها نسبت به تک‌بلورها مقاومت بیشتری در برابر ضربه دارند.

### تکامل دانش بس‌بلورها
دانش بس‌بلورها در طول تاریخ به تدریج تکامل یافته است. در قرن نوزدهم، دانشمندان به مطالعه ساختار و خواص بس‌بلورها پرداختند. در قرن بیستم، با پیشرفت علم و فناوری، دانش بس‌بلورها به طور فزاینده‌ای گسترش یافت.
در حال حاضر، دانش بس‌بلورها به یک علم پیشرفته تبدیل شده است. این دانش در صنایع مختلف کاربردهای فراوانی دارد و نقش مهمی در توسعه فناوری‌های نوین ایفا می‌کند.